# Urko Pardo
Urko Rafael Pardo Goas, meglio noto come Urko Pardo (Bruxelles, 28 gennaio 1983), è un ex calciatore spagnolo naturalizzato cipriota, di ruolo portiere.

## Biografia
Pardo è nato a Bruxelles da genitori spagnoli. Ha ottenuto la cittadinanza cipriota nel 2017.

## Caratteristiche tecniche
In possesso di discreti riflessi, è un portiere efficace nelle uscite alte.

## Carriera

### Club
Muove i suoi primi passi nelle giovanili dell'Anderlecht, prima di approdare al Barcellona all'età di 16 anni, che lo aggrega alla formazione riserve. Il 31 agosto 2011 si accorda a parametro zero con l'APOEL. Esordisce con i ciprioti il 19 ottobre 2011 contro il Porto nella fase a gironi di UEFA Champions League, subentrando al 52' al posto di Dionysīs Chiōtīs.
Complice l'infortunio occorso a Chiōtīs, riesce a ritagliarsi un posto da titolare tra i pali.

### Nazionale
Esordisce con la nazionale cipriota il 13 novembre 2017 contro l'Armenia in amichevole.

## Statistiche

### Presenze e reti nei club
Statistiche aggiornate al 30 giugno 2021.
| Stagione             | Squadra              | Campionato           | Campionato | Campionato | Coppe nazionali | Coppe nazionali | Coppe nazionali | Coppe continentali | Coppe continentali | Coppe continentali | Altre coppe | Altre coppe | Altre coppe | Totale | Totale |
| Stagione             | Squadra              | Comp                 | Pres       | Reti       | Comp            | Pres            | Reti            | Comp               | Pres               | Reti               | Comp        | Pres        | Reti        | Pres   | Reti   |
| -------------------- | -------------------- | -------------------- | ---------- | ---------- | --------------- | --------------- | --------------- | ------------------ | ------------------ | ------------------ | ----------- | ----------- | ----------- | ------ | ------ |
| 2001-2002            | Barcellona C         | TD                   | 24         | -33        | -               | -               | -               | -                  | -                  | -                  | -           | -           | -           | 24     | -33    |
| 2002-2003            | Barcellona C         | TD                   | 32         | -35        | -               | -               | -               | -                  | -                  | -                  | -           | -           | -           | 32     | -35    |
| 2003-2004            | Barcellona C         | TD                   | 0          | 0          | -               | -               | -               | -                  | -                  | -                  | -           | -           | -           | 0      | 0      |
| 2004-2005            | Barcellona C         | TD                   | 24         | -32        | -               | -               | -               | -                  | -                  | -                  | -           | -           | -           | 24     | -32    |
| Totale Barcellona C  | Totale Barcellona C  | Totale Barcellona C  | 80         | -100       |                 | -               | -               |                    | -                  | -                  |             | -           | -           | 80     | -100   |
| 2002-2003            | Barcellona B         | SDB                  | 1          | -4         | -               | -               | -               | -                  | -                  | -                  | -           | -           | -           | 1      | -4     |
| 2003-2004            | Barcellona B         | SDB                  | 0          | 0          | -               | -               | -               | -                  | -                  | -                  | -           | -           | -           | 0      | 0      |
| 2004-2005            | Barcellona B         | SDB                  | 11         | -9         | -               | -               | -               | -                  | -                  | -                  | -           | -           | -           | 11     | -9     |
| 2005-gen. 2006       | Cartagena            | SDB                  | 0          | 0          | -               | -               | -               | -                  | -                  | -                  | -           | -           | -           | 0      | 0      |
| gen.-giu. 2006       | Sabadell             | SDB                  | 16         | -20        | -               | -               | -               | -                  | -                  | -                  | -           | -           | -           | 16     | -20    |
| 2006-2007            | Barcellona B         | SDB                  | 6          | -14        | -               | -               | -               | -                  | -                  | -                  | -           | -           | -           | 6      | -14    |
| Totale Barcellona B  | Totale Barcellona B  | Totale Barcellona B  | 18         | -27        |                 | -               | -               |                    | -                  | -                  |             | -           | -           | 18     | -27    |
| 2007-2008            | Iraklis              | SL                   | 29         | -31        | CG              | 2               | -2              | -                  | -                  | -                  | -           | -           | -           | 31     | -33    |
| 2008-2009            | Rapid Bucarest       | L1                   | 4          | -6         | CR              | 0               | 0               | CU                 | 1                  | -1                 | -           | -           | -           | 5      | -7     |
| 2009-2010            | Olympiakos           | SL                   | 2+2        | -2 + -2    | CG              | 1               | -3              | UCL                | 0                  | 0                  | -           | -           | -           | 5      | -7     |
| 2010-2011            | Olympiakos           | SL                   | 22         | -11        | CG              | 1               | 0               | UEL                | 1                  | -1                 | -           | -           | -           | 24     | -12    |
| Totale Olympiakos    | Totale Olympiakos    | Totale Olympiakos    | 24+2       | -13 + -2   |                 | 2               | -3              |                    | 1                  | -1                 |             | -           | -           | 29     | -19    |
| 2011-2012            | APOEL                | A                    | 13+1       | -5 + -1    | CC              | 1               | 0               | UCL                | 5                  | -8                 | SC          | -           | -           | 20     | -14    |
| 2012-2013            | APOEL                | A                    | 23+4       | -10 + -4   | CC              | 0               | 0               | UEL                | 0                  | 0                  | -           | -           | -           | 27     | -14    |
| 2013-2014            | APOEL                | A                    | 24+10      | -17 + -10  | CC              | 0               | 0               | UCL+UEL            | 2+7                | -1 + -9            | SC          | 1           | 0           | 44     | -35    |
| 2014-2015            | APOEL                | A                    | 20+1       | -13        | CC              | 3               | 0               | UCL                | 10                 | -15                | SC          | 0           | 0           | 33     | -28    |
| 2015-2016            | APOEL                | A                    | 7+9        | -2 + -7    | CC              | 5               | -5              | UCL+UEL            | 0                  | 0                  | SC          | 0           | 0           | 21     | -14    |
| 2016-2017            | APOEL                | A                    | 1+1        | 0 + -2     | CC              | 7               | -4              | UCL+UEL            | 0                  | 0                  | SC          | 1           | -2          | 10     | -8     |
| set. 2017            | APOEL                | A                    | 0          | 0          | CC              | 0               | 0               | UCL                | 0                  | 0                  | SC          | 1           | -2          | 1      | -2     |
| Totale APOEL         | Totale APOEL         | Totale APOEL         | 88+26      | -47 + -24  |                 | 16              | -9              |                    | 24                 | -33                |             | 3           | -4          | 157    | -117   |
| set. 2017-2018       | Alkī Oroklini        | A                    | 21+6       | -48 + -8   | CC              | 0               | 0               | -                  | -                  | -                  | -           | -           | -           | 27     | -56    |
| 2018-2019            | Alkī Oroklini        | A                    | 20+10      | -37 + -15  | CC              | 0               | 0               | -                  | -                  | -                  | -           | -           | -           | 30     | -52    |
| Totale Alkī Oroklini | Totale Alkī Oroklini | Totale Alkī Oroklini | 41+16      | -85 + -23  |                 | 0               | 0               |                    | -                  | -                  |             | -           | -           | 57     | -108   |
| 2019-2020            | Ermīs Aradippou      | B                    | 20         | -15        | CC              | 1               | -5              | -                  | -                  | -                  | -           | -           | -           | 21     | -20    |
| 2020-2021            | Olympias Lympion     | C                    | 29         | -17        | CC              | 0               | 0               | -                  | -                  | -                  | -           | -           | -           | 29     | -17    |
| Totale carriera      | Totale carriera      | Totale carriera      | 393        | -410       |                 | 21              | -19             |                    | 26                 | -35                |             | 3           | -4          | 443    | -468   |

### Cronologia presenze e reti in nazionale
| Cronologia completa delle presenze e delle reti in nazionale ― Cipro | Cronologia completa delle presenze e delle reti in nazionale ― Cipro | Cronologia completa delle presenze e delle reti in nazionale ― Cipro | Cronologia completa delle presenze e delle reti in nazionale ― Cipro | Cronologia completa delle presenze e delle reti in nazionale ― Cipro | Cronologia completa delle presenze e delle reti in nazionale ― Cipro | Cronologia completa delle presenze e delle reti in nazionale ― Cipro | Cronologia completa delle presenze e delle reti in nazionale ― Cipro |
| Data                                                                 | Città                                                                | In casa                                                              | Risultato                                                            | Ospiti                                                               | Competizione                                                         | Reti                                                                 | Note                                                                 |
| -------------------------------------------------------------------- | -------------------------------------------------------------------- | -------------------------------------------------------------------- | -------------------------------------------------------------------- | -------------------------------------------------------------------- | -------------------------------------------------------------------- | -------------------------------------------------------------------- | -------------------------------------------------------------------- |
| 13-11-2017                                                           | Erevan                                                               | Armenia                                                              | 3 – 2                                                                | Cipro                                                                | Amichevole                                                           | -3                                                                   |                                                                      |
| 23-3-2018                                                            | Nicosia                                                              | Cipro                                                                | 0 – 0                                                                | Montenegro                                                           | Amichevole                                                           | -                                                                    |                                                                      |
| 20-5-2018                                                            | Amman                                                                | Giordania                                                            | 3 – 0                                                                | Cipro                                                                | Amichevole                                                           | -3                                                                   |                                                                      |
| 6-9-2018                                                             | Oslo                                                                 | Norvegia                                                             | 2 – 0                                                                | Cipro                                                                | UEFA Nations League 2018-2019 - 1º turno                             | -2                                                                   |                                                                      |
| 24-3-2019                                                            | Nicosia                                                              | Cipro                                                                | 0 – 2                                                                | Belgio                                                               | Qual. Euro 2020                                                      | -2                                                                   |                                                                      |
| 8-6-2019                                                             | Glasgow                                                              | Scozia                                                               | 2 – 1                                                                | Cipro                                                                | Qual. Euro 2020                                                      | -2                                                                   |                                                                      |
| 11-6-2019                                                            | Nižnij Novgorod                                                      | Russia                                                               | 1 – 0                                                                | Cipro                                                                | Qual. Euro 2020                                                      | -1                                                                   |                                                                      |
| 13-10-2019                                                           | Nicosia                                                              | Cipro                                                                | 0 – 5                                                                | Russia                                                               | Qual. Euro 2020                                                      | -3                                                                   | 46’                                                                  |
| 16-11-2019                                                           | Nicosia                                                              | Cipro                                                                | 1 – 2                                                                | Scozia                                                               | Qual. Euro 2020                                                      | -2                                                                   |                                                                      |
| Totale                                                               |                                                                      | Presenze                                                             | 9                                                                    |                                                                      | Reti                                                                 | -18                                                                  |                                                                      |

## Palmarès

### Club

#### Competizioni nazionali
- Campionato greco: 1

Olympiakos: 2010-2011
- Campionato cipriota: 5

APOEL: 2012-2013, 2013-2014, 2014-2015, 2015-2016, 2016-2017
- Coppa di Cipro: 2

APOEL: 2013-2014, 2014-2015
- Supercoppa di Cipro: 1

APOEL: 2013